# Je Csung
Je Csung (Ye Chong) (egyszerűsített kínai írással: 叶冲, pinjin: Ye Chong; Sanghaj (Shanghai), 1969. november 29. –) olimpiai és világbajnoki ezüstérmes kínai tőrvívó, edző.